# آستا لا فيستا، بايبي

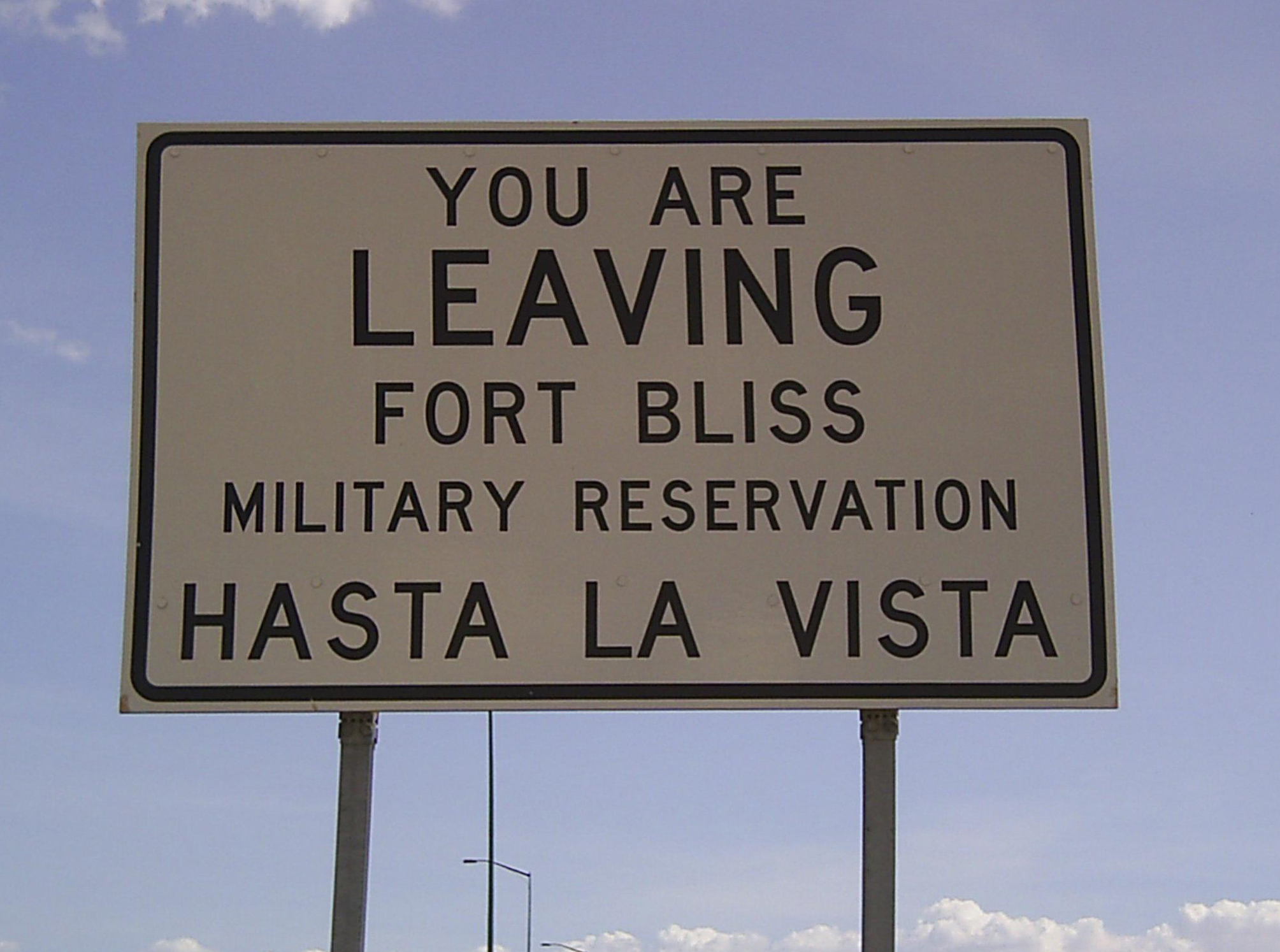
منطقة عسكرية أمريكية تودع المغادرين بلوحة: أنت تغادر فورت بيلس آستا لا فيستا

أرنولد شوارزنيجر

آستا لا فيستا بيبي! (بالإنجليزية: Hasta la vista, baby)‏، هي مصطلح نطق الممثل العالمي أرنولد شوارزنيجر في فيلمه المبيد 2: يوم الحساب ضد خصمه شخصية تي-1000 بعبارته الشهيرة قبل أن يطلق عليه النار.
وتعني حرفيا مترجمة من الإسبانية (أراك في المرة القادمة، يا عزيزي)، أبرز من استعمل هذه العبارة في 2022 هو رئيس الوزراء البريطاني السابق بوريس جونسون أمام البرلمان البريطاني عندما أنهى خطابه الأخير كرئيس وزراء.

## سبب التسمية
في فيلمه السينمائي المبيد 2:يوم الحساب، نصح جون كونور (إدوارد فورلونغ) للمبيد بأن ينطق الكلمة الإسبانية عبارة آستا لا فيستا (بالإسبانية: Hasta la vista)‏ حينما يقود مركبته.

## استخدماته
استخدمت هذه التسمية عند الثقافة الأمريكية والعالمية عبارة آستا لافيستا وحتى في اللافتات الرسمية.